# Televisiesatire in Nederland

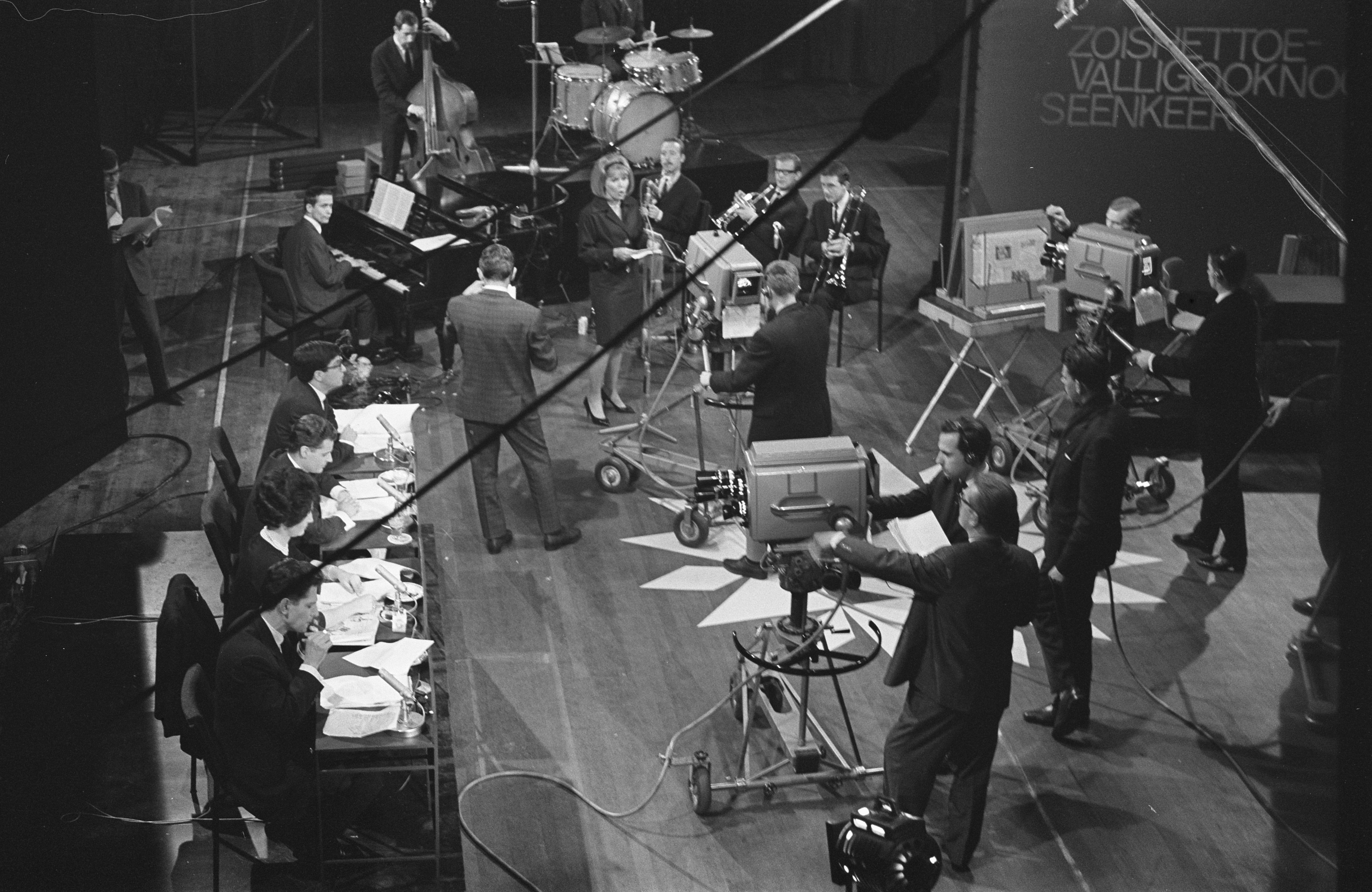
Opnames van Zo is het toevallig ook nog 's een keer. (1963)

Televisiesatire in Nederland beschrijft de toepassing van satire in televisieprogramma's van Nederlandse oorsprong. Sinds de introductie van de televisie in Nederland in 1951 zijn er allerlei van dit soort programma's uitgezonden, waarvan Zo is het toevallig ook nog 's een keer, Van Kooten & De Bie, Kopspijkers en Zondag met Lubach enkele zeer bekende voorbeelden zijn.
In de jaren 1920 werd de radio in Nederland geïntroduceerd. Ook werden toen de eerste – destijds verzuilde – radio-omroepen opgericht. De AVRO en VARA zonden op de radio vaak cabaret uit. De AVRO was meer gericht op revues, terwijl de VARA zich meer toelegde op maatschappijkritische cabaretiers. Er was echter nog geen sprake van satirische programma's zoals tegenwoordig. De belangrijkste reden was het censuurbeleid, waaraan alle omroepen zich moesten houden. Na de Tweede Wereldoorlog kwam er een keerpunt in dit censuurbeleid. Dit was in hoge mate te danken aan Wim Kan, die in 1954 zijn eerste oudejaarsconference liet uitzenden door de VARA, met de afspraak dat de VARA alles uitzond.
Op 2 oktober 1951 begon in Nederland de televisie voor het eerst met uitzenden. In de beginjaren waren er een paar satirische programma's, maar het bekendste programma van de televisie was Zo is het toevallig ook nog 's een keer. Het programma was bijzonder controversieel, doordat er veel onderwerpen in werden behandeld die in die tijd taboe waren. De bekendste aflevering van dit programma was de sketch Beeldreligie, waarin de televisie als een nieuwe religie werd gezien. De uitzending kreeg veel kritiek en de makers van het programma kregen zelfs te maken met bedreigingen.
In de jaren erna zouden nog veel bekende satirische programma's volgen. Na Zo is het... werden satirische programma's zoals Farce Majeure, Hadimassa, Van Kooten en De Bie en Ook dat nog! gemaakt, die veel aan populariteit wonnen. Programma's zoals Van Kooten en De Bie en Ook dat nog! wonnen daarnaast ook veel prijzen, zoals de Gouden Televizier-Ring en de Zilveren Nipkowschijf.
Programma's die na de millenniumwisseling populair werden, waren Kopspijkers, Koefnoen en De TV Kantine. In de jaren 2010 werden programma's zoals De Kwis en Zondag met Lubach uitgezonden, en ook de televisieserie De Luizenmoeder werd toen populair. Bekende satirische programma's uit de jaren 2020 zijn Even tot hier, LUBACH en Dit Was Het Nieuws.

## Voorgeschiedenis

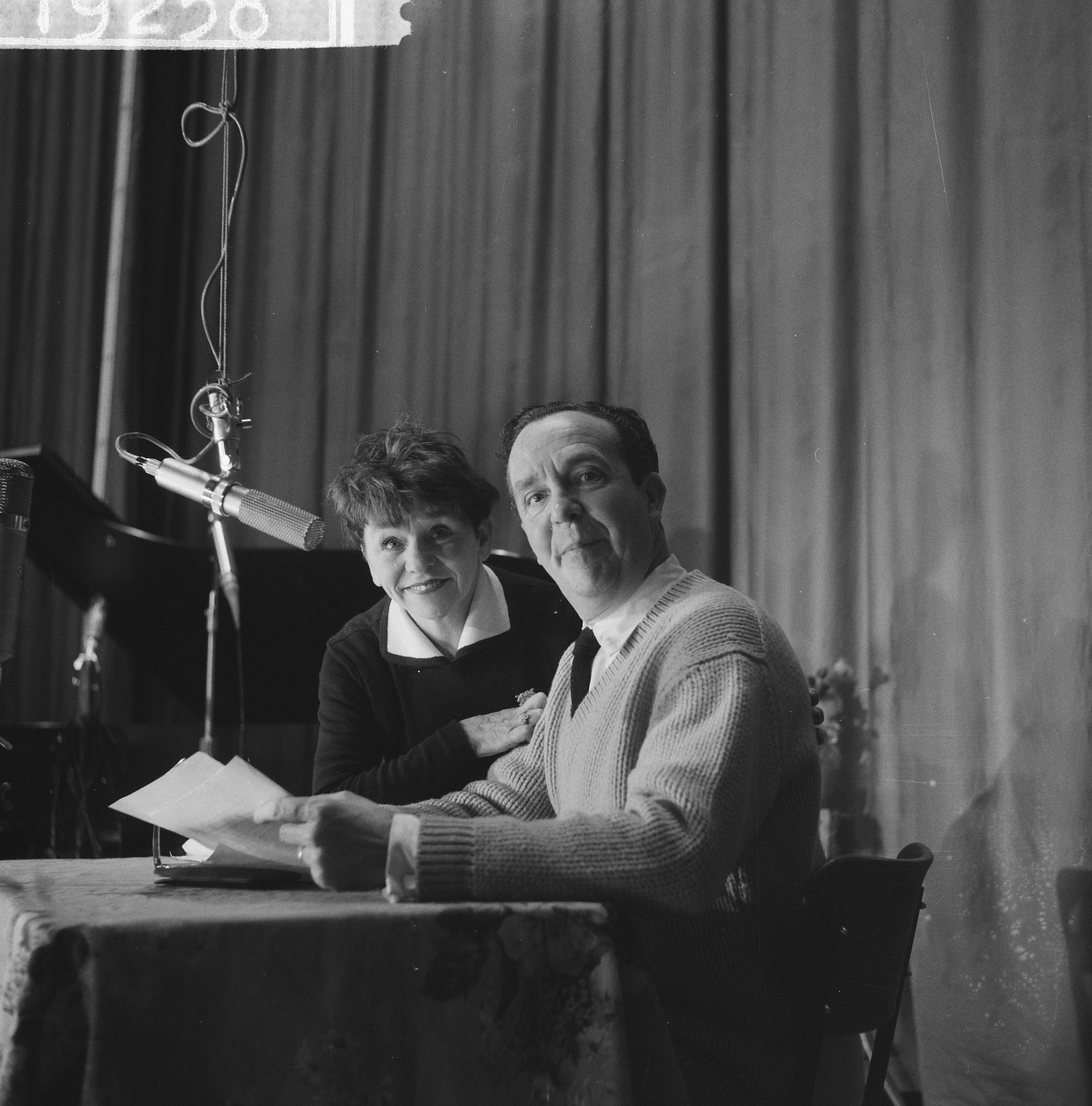
Wim Kan tijdens de repetitie van de oudejaarsconference van 1960.

Satire als zodanig bestond daarvoor echter al vele eeuwen in wat nu Nederland is, bijvoorbeeld in boekvorm.  Bekende voorbeelden zijn de Lof der zotheid van Erasmus en het middeleeuwse dierdicht Van den vos Reynaerde, waarin onder andere de kerk en de adel bespot worden. 
In de 17de en 18de eeuw werden spotprenten populair. Eind 19de eeuw werd het cabaret als kunstvorm in Nederland geïntroduceerd, dat tot op de dag van vandaag in Nederland populair is. In de 20ste eeuw zouden satiremakers ook gebruikmaken van twee nieuwe media: de radio en de televisie.

### Satire op de radio
In de jaren 1920 werd de radio in Nederland geïntroduceerd. Het medium werd vanaf de jaren 1950 pas echt populair. In diezelfde periode werd cabaret voor het eerst op de radio uitgezonden. Dit werd voornamelijk gedaan door de liberale omroep AVRO en de socialistische omroep VARA. De AVRO zond voornamelijk revueartiesten uit, zoals het duo Snip en Snap. De VARA zond juist cabaretiers uit die maatschappijkritisch waren, zoals Wim Kan. Een bekend radioprogramma waarin satire werd bedreven was Een uurtje bij de familie Mulder. Het hoorspel ging over een familie die aan de keukentafel zit en over de actualiteit spreekt.
Hoewel er satire op de radio was, hadden de makers van satirische programma's niet de mogelijkheid om iedereen te bespotten. In de jaren 1930 en 1950 volgden de verschillende radio-omroepen een censuurbeleid, dat werd opgelegd vanuit de Nederlandse overheid. De omroepen mochten niet zomaar kritiek leveren, omdat het schadelijk kon zijn voor de cohesie in de samenleving. Daarnaast speelde de verzuiling een rol, waarin de omroepen een band hadden met de politieke partijen van hun zuil. Het was onbestaanbaar dat de socialistische VARA kritiek uitte op de sociaaldemocratische Partij van de Arbeid (PvdA). Ook voor cabaretiers en satiremakers golden deze regels. Zo moesten cabaretiers hun teksten eerst naar een speciale commissie in Den Haag sturen, waar hun tekst door ambtenaren werd gecontroleerd. Hierdoor bleef het bedrijven van satire en spot vaak uit.
Een keerpunt in het censuurbeleid kwam in 1954. Toen wist Wim Ibo, die werkte voor de omroep VARA, de cabaretier Wim Kan over te halen een oudejaarsconference op de radio te houden. In de oudejaarsconference zou Kan het voorbije jaar samenvatten door middel van grappen en liedjes. Kan accepteerde het aanbod, op voorwaarde dat de VARA alle grappen uit de conference uitzond en geen grappen eruit zou halen. De VARA ging akkoord. De oudejaarsconference werd een enorm succes, waardoor Wim Kan besloot het een jaarlijkse traditie te maken. Het censuurbeleid zou uiteindelijk opgeheven worden in de jaren 1960, vanwege de ontzuiling die in Nederland plaatsvond.

## Komst van de televisie (1951)
In de jaren 1930 vonden in Nederland de eerste televisie-experimenten plaats, die werden uitgevoerd door het elektronicabedrijf N.V. Philips. Toch ging de televisie pas twintig jaar later van start, omdat de politiek en de verzuilde radio-omroepen aanvankelijk niets in televisie zagen. In 1951 richtten de omroepen AVRO, KRO, NCRV en VARA de Nederlandse Televisie Stichting (NTS) op en maakten ze zowel apart als gezamenlijk televisie. Er werden toen voornamelijk religieuze of ideologische programma's, dramaseries, nieuws- en sportuitzendingen gemaakt. Later werden de eerste cabaretvoorstellingen op televisie uitgezonden. Ook waren er televisieprogramma's te zien waarin een cabaretier een rubriekje had.

## Bekende programma's
Het eerste satirische televisieprogramma dat in Nederland werd uitgezonden, was Spotlicht van de KRO. Dit programma werd gemaakt door Fred Rombouts en Leo Thuring, en kaartte 'drie problemen' aan. Na de eerste uitzending, op 11 november 1959, werd het programma in verschillende kranten gemengd ontvangen. Sommigen vonden het programma te flauw, anderen vonden het programma aardig gelukt. De NCRV zond in 1963 het programma Wat een wereld uit. Het werd gemaakt door Dick van Bommel, Jaap van de Merwe, Jaap Molenaar en Fred Benavente. In het programma werden actuele gebeurtenissen uit zowel binnen- als buitenland geparodieerd.
In de jaren erna volgden nog vele andere satirische programma's.

### Zo is het toevallig ook nog 's een keer(1963-1966)

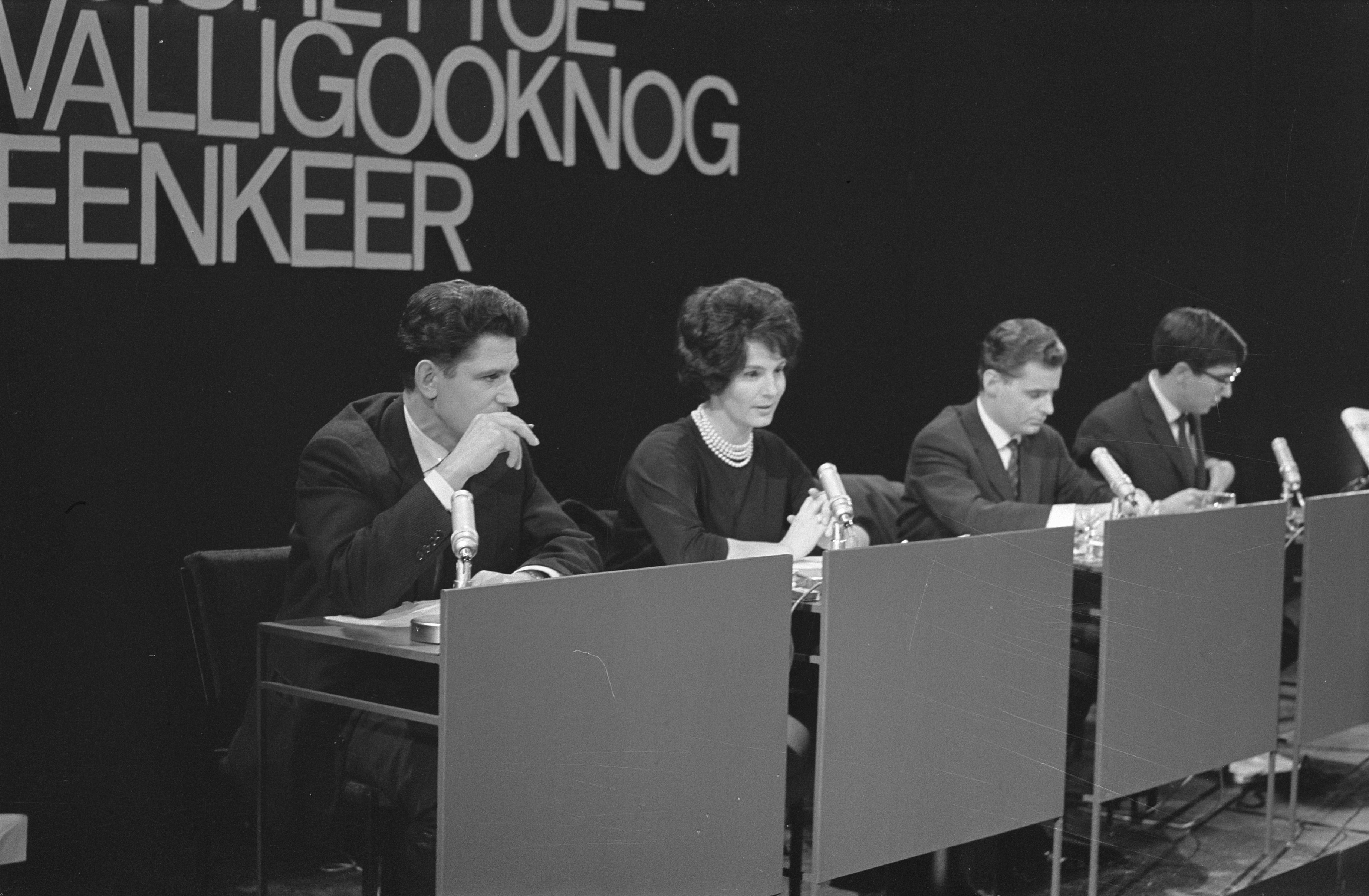
Het programma Zo is het toevallig ook nog 's een keer in 1963.

Een zeer bekend satirisch televisieprogramma in de jaren 60 was Zo is het toevallig ook nog 's een keer van de omroep VARA. Het concept was gebaseerd op een programma van de BBC, That Was the Week That Was. Presentatrice Mies Bouwman ontdekte het format en wilde iets soortgelijks toen ook in Nederland laten uitzenden. De omroepen AVRO en VARA hadden beide belangstelling voor het programma. Toen bleek dat de AVRO geen interesse meer had in een Nederlandse versie van That Was the Week That Was werd het programma bij de VARA geproduceerd.
Zo is het... was uiterst controversieel. Dit omdat het programma veel onderwerpen behandelde, die in Nederland toentertijd taboe waren. Velen vonden de grappen over het koningshuis en religie onsmakelijk. Toch werd het programma goed bekeken en won het zelfs in 1966 de Gouden Televizier-Ring, de prijs voor het beste televisieprogramma. Achteraf bleek dit onterecht, omdat een medewerkster van de organisator honderden kaarten had ingezonden met een stem op het programma, om te voorkomen dat presentator Willem Duys zou gaan winnen.
Het programma kwam in 1966 vrij abrupt ten einde. Aanleiding was een kritische grap over de burgemeester van Amsterdam Gijs van Hall, die toen te maken had met demonstraties in zijn stad. Van Hall, die lid was van de PvdA, vroeg aan de VARA om verwijdering hiervan. De makers weigerden dat, waarna ze direct stopten met het programma.

### Farce Majeure(1966-1976, 1983-1986)

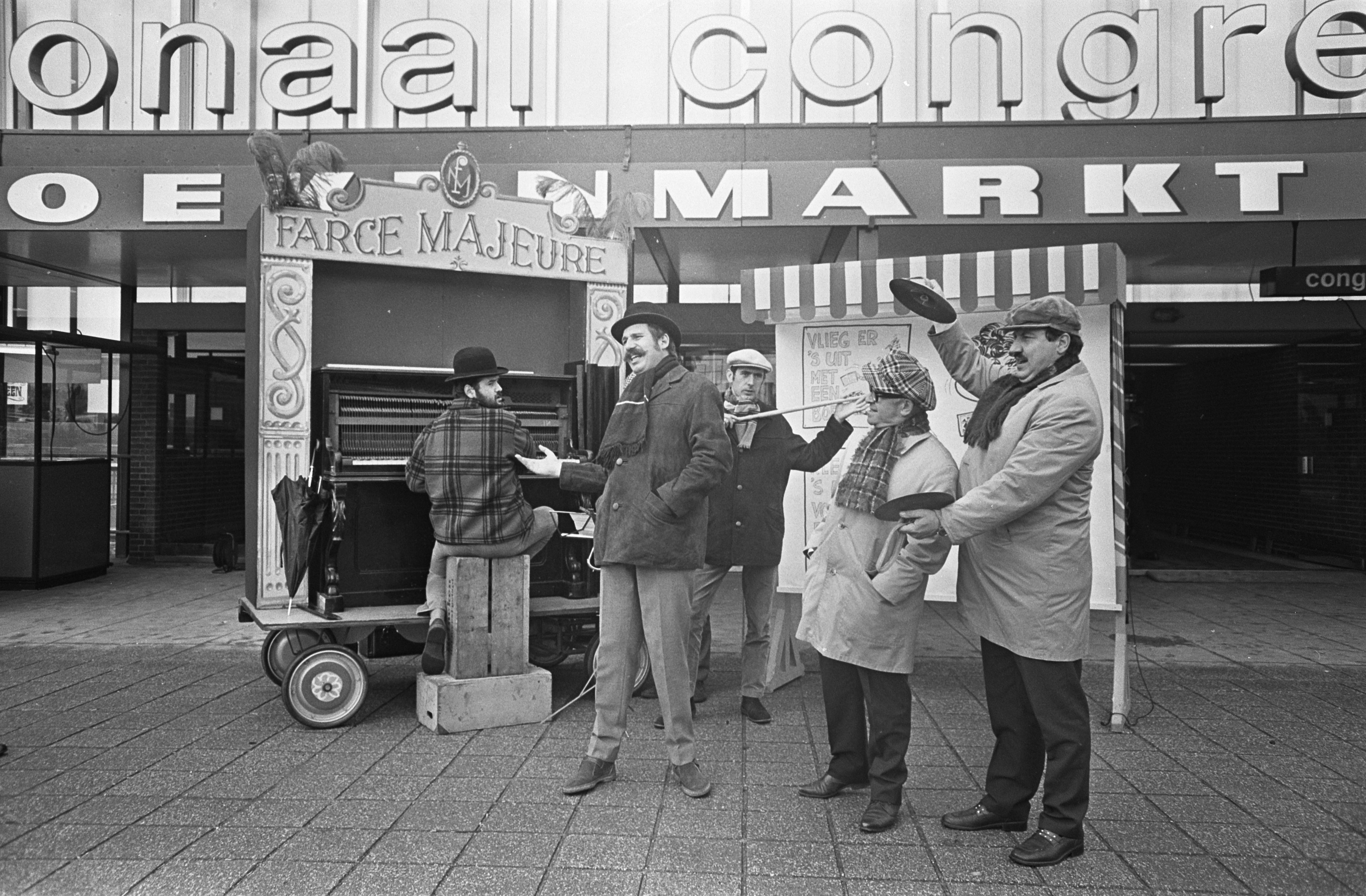
Farce Majeure tijdens een optreden bij de RAI in Amsterdam (1968)

In 1966 werd de komische, satirische en muzikale groep Farce Majeure opgericht door Alexander Pola, Fred Benavente, Ted de Braak, Jan Fillekers en Henk van der Horst. De groep bedreef satire door het zingen van liederen en het maken van muziek. In 1966 mochten ze voor de omroep NCRV een programma maken, dat ze vernoemden naar de groep. Het programma zou uitgroeien tot een groot succes.
Een van de bekendste bijdragen van Farce Majeure was het lied Kiele kiele Koeweit, dat werd gemaakt tijdens de oliecrisis van 1973. In het lied leverde de groep kritiek op de Arabische staten, die weigerden olie aan Nederland te verkopen. Het lied veroorzaakte een politieke rel; van Koeweitse zijde werd een klacht tegen het lied ingediend, omdat het leek alsof dit land in de tekst belachelijk werd gemaakt. De rel werd gesust toen de Koeweitse consul Mahmoud Rabbani sportief het eerste exemplaar van de grammofoonplaat Kiele kiele Koeweit in ontvangst nam. Rabbani verklaarde dat "het goed is om in een tijd van een crisis geestig te blijven".
Andere successen van het programma waren een klaaglied over gereformeerden die weigerden een poliovaccin te nemen (1971) en de persiflages op minister-president Ruud Lubbers (1983-1986).
De groep hield in 1976 tijdelijk op te bestaan, om in 1983 te worden heropgericht. Ted de Braak deed niet meer mee, hij was naar de KRO overgestapt om daar de quiz 1-2-3-show te presenteren. In 1986 werd de groep uiteindelijk definitief opgeheven. In totaal hadden ze dertien jaar voor de NCRV het satirische programma gemaakt.

### Hadimassa(1967-1972)

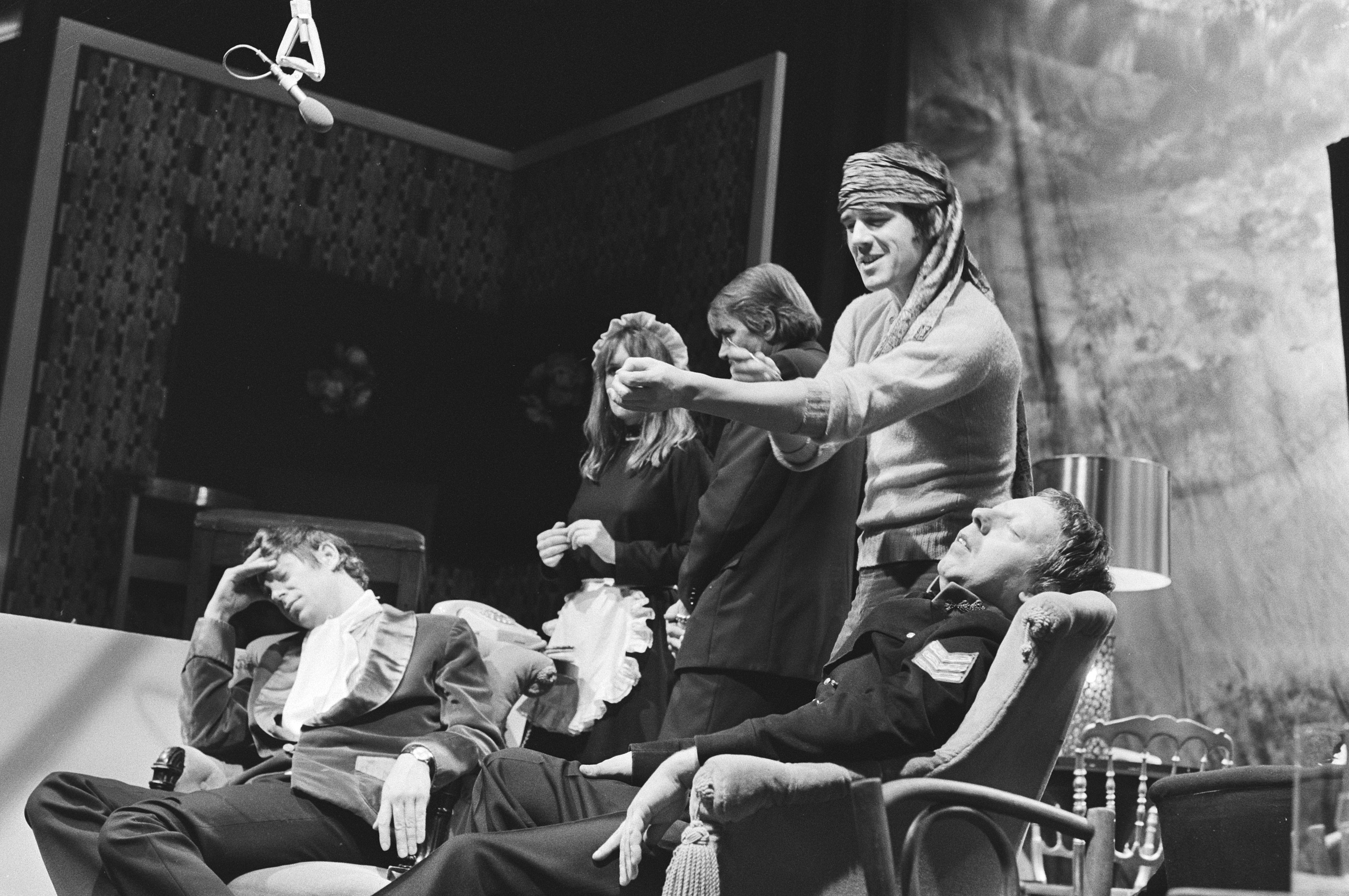
Een scène van een sketch het programma Hadimassa (1970)

In 1967 begon de VARA met het uitzenden van Hadimassa. Dit programma was bedacht door Dimitri Frenkel Frank, die eerder had meegewerkt aan het hiervoor genoemde Zo is het toevallig ook nog 's een keer. Aan het programma deden verder onder anderen Kees van Kooten, Wim de Bie, Ton van Duinhoven en Annemarie Oster mee.
In Hadimassa stond de actualiteit centraal door middel van liedjes en sketches. Een bekende sketch was de "partyrobot". Een bekend lied was 1948 (Toen was geluk heel gewoon), dat werd gezongen door het duo Van Kooten en De Bie (op de melodie van  Alone Again (Naturally) van Gilbert O'Sullivan).
In 1970 won het Hadimassa de Zilveren Nipkowschijf. In 1972 kwam er een einde aan het programma.

### Van Kooten en De Bie(1974-1998)

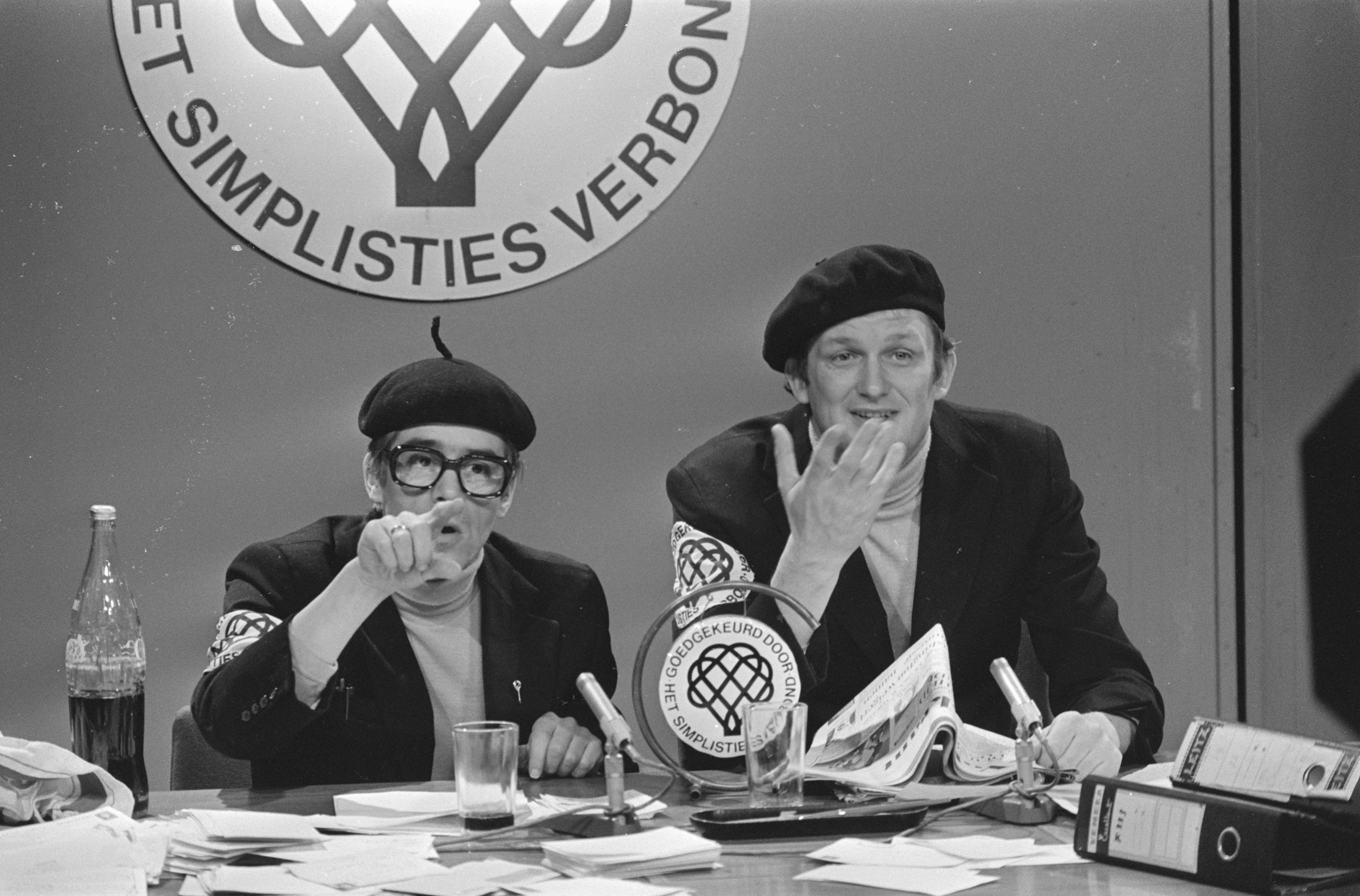
Van Kooten en De Bie in het televisieprogramma Het Simplisties Verbond (1976)

Tot de belangrijkste satirici op de Nederlandse televisie behoorden Van Kooten en De Bie. Het duo maakte meer dan dertig jaar verschillende satirische programma's. Zij begonnen op de radio, maar kwamen niet veel later op de televisie. Ze werkten mee aan het hiervoor genoemde VARA-programma Hadimassa toen Dimitri Frenkel Frank hen vroeg of ze dat wilden.
In 1972 verliet het duo de VARA en stapten zij over naar de VPRO. Daar begonnen ze met het maken van eigen programma's. Hun eerste televisieprogramma was Het Simplisties Verbond. Het Simplisties Verbond was een fictieve organisatie die streed tegen de complexiteit van de moderne samenleving en streefde naar eenvoud en versimpeling. Het logo van het verbond was een mattenklopper, omdat alle ingewikkelde zaken eruit geklopt moesten worden.
In 1979 stopte het duo met Het Simplisties Verbond en daarna maakten zij verschillende programma's voor de VPRO. In hun programma's bedreven ze satire door het laten optreden van verschillende typetjes. Bekende typetjes zijn de vieze man, Jacobse en Van Es en de Positivoos. De typetjes verschenen allemaal in de verschillende televisieprogramma's.
In het najaar van 1988 begonnen Van Kooten en De Bie met het wekelijkse programma Keek op de week. Hierin blikten zij steeds terug op de actualiteit van die week door het leveren van commentaar en het laten optreden van verschillende typetjes die een mening over een onderwerp hadden. Zo trad in het programma de Oost-Europa-deskundige dr. Clavan (Van Kooten) op, die nooit wat nieuws zei en zinnen ging herhalen die Van Kooten en De Bie al hadden gezegd. Het programma werd op zondagavond direct na het NOS Journaal uitgezonden, zonder reclame-onderbrekingen. Typerend aan het programma was verder dat er gebruik werd gemaakt van een chromakey-scherm, waardoor het leek alsof Van Kooten en De Bie met hun eigen personages in gesprek waren.
In 1993 stopte het duo met Keek op de Week. In 1998 maakten Van Kooten en De Bie bekend helemaal te stoppen met het maken van televisie. In de jaren dat het duo actief was, wonnen ze verschillende prijzen voor hun werk, waaronder drie keer de Zilveren Nipkowschijf.

### Pisa/Verona(1982-1989)

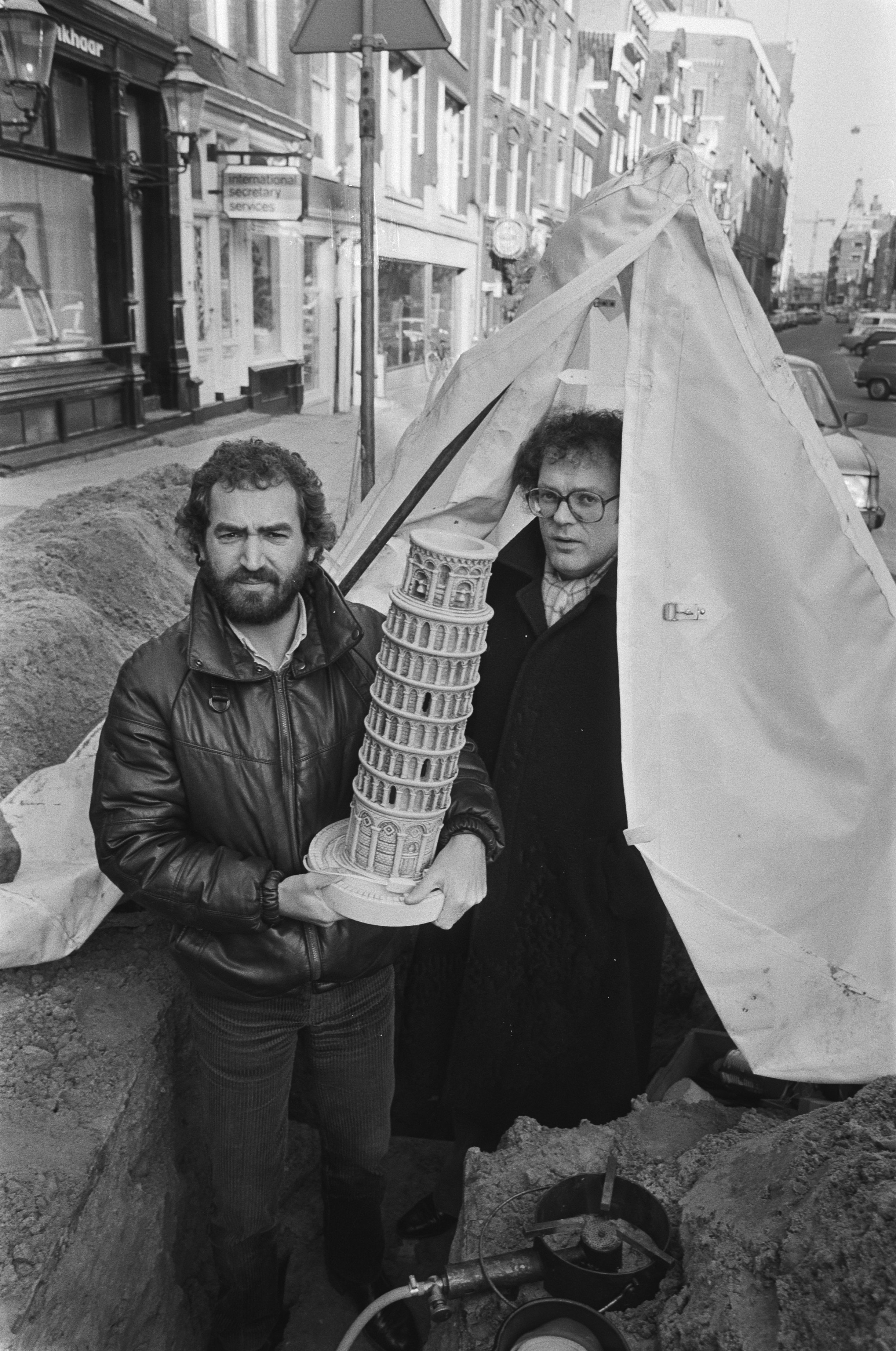
Henk Spaan en Harry Vermeegen tijdens de opnames van Pisa (1982)

Van 1982-1985 maakten Henk Spaan en Harry Vermeegen satirische televisieprogramma's voor de VARA en sinds 1986 voor Veronica. Spaan en Vermeegen waren de 'volkse' tegenhanger van het 'elitaire' duo Van Kooten en De Bie. Henk Spaan en Harry Vermeegen maakten eerder voor de VARA het sportprogramma Tussen Start en Finish op de radio. In 1982 begon het duo met het programma Pisa. Het programma zou uitgroeien tot een van de populairste programma's van de VARA uit de jaren 1980. Ze werden vooral bekend vanwege hun humoristische sketches en liederen.
Hun bekendste bijdragen dateren van 1985, toen paus Johannes Paulus II een bezoek aan Nederland bracht. Pisa bespotte het bezoek van de paus door hem als Popie Jopie op te laten treden. Popie Jopie zou ver voor het officiële bezoek Nederland bezoeken en in contact komen met de Nederlandse cultuur en tradities. Daarnaast werd er ook een lied met als titel Popie Jopie uitgebracht. Het nummer werd een megahit.
Eind 1985 verlieten Henk Spaan en Harry Vermeegen de VARA, als gevolg van een financieel conflict. Het duo stapte toen over naar de omroep Veronica, waar het programma in 1986 verder ging onder de titel Verona. Bij Veronica oogstte het duo succes met de rubriek Bovenop het nieuws, waarin ze actualiteitenprogramma's parodieerden. Ook bij Veronica wisten Spaan en Vermeegen een hit te behalen: met het nummer Koud Hè?.
In 1989 stopte het duo met het maken van satirische programma's. Tot 1996 maakten ze voor zowel de publieke als de commerciële omroep Veronica sportprogramma's. In 1996 stopte het duo met samenwerken.

### Ook dat nog!(1989-2004, 2025)

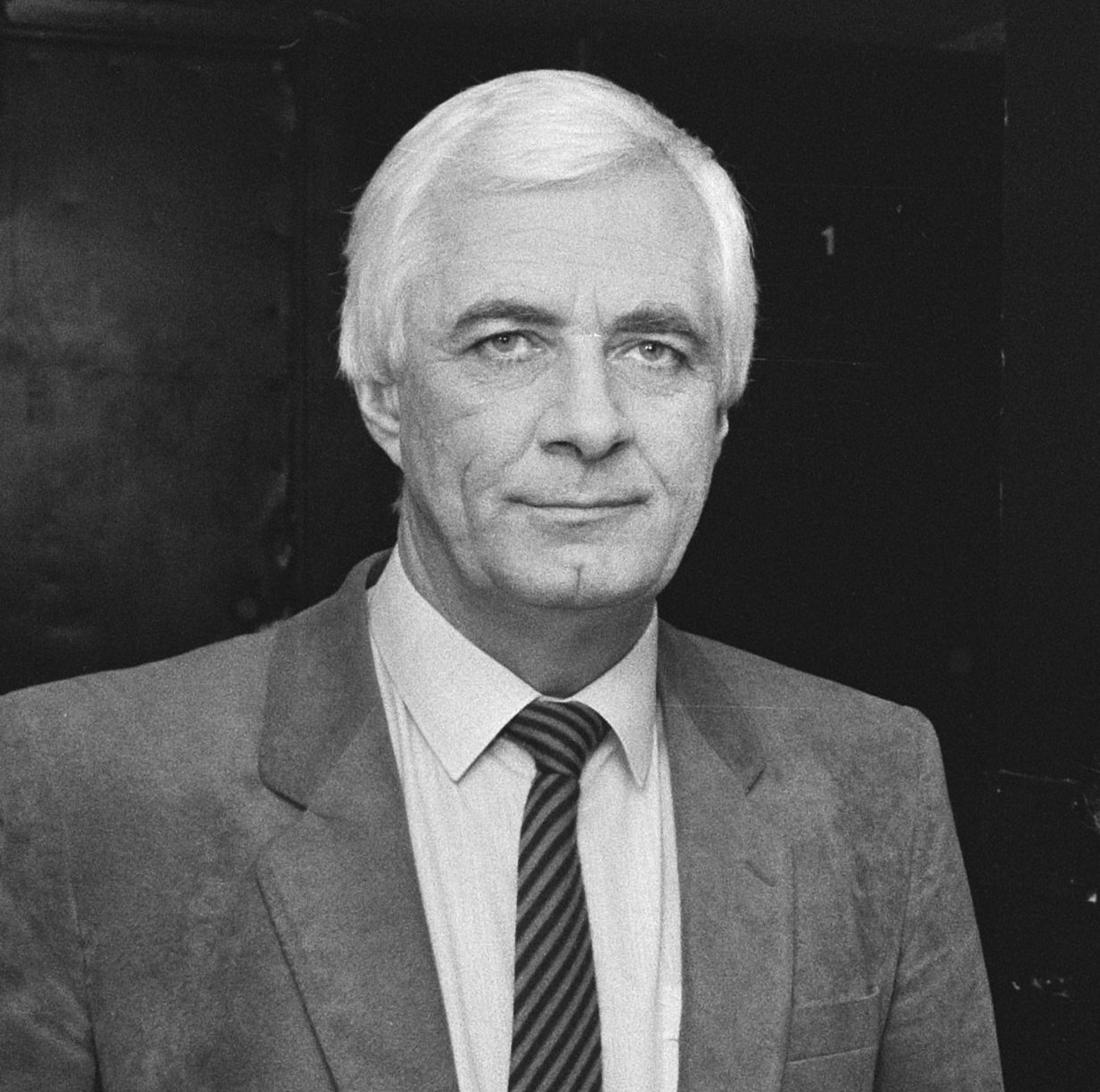
Aad van den Heuvel presenteerde van 1989 tot 1999 het programma Ook dat nog!

Van 1989 tot 2004 zond de KRO het satirische consumentenprogramma Ook dat nog! uit. Hierin werden echte dagelijkse problemen van kijkers met een humoristische inslag aan de kaak gesteld. 
Het programma werd gepresenteerd door oud-journalist Aad van den Heuvel, die ondersteund werd door een panel dat door de jaren heen bestond uit onder anderen Gregor Frenkel Frank, Sylvia Millecam, Hans Böhm, Sjaak Bral en Erik van Muiswinkel. Het programma werd zeer populair en won in 1990 de Gouden Televizier-Ring. Op het hoogtepunt keken gemiddeld 4 miljoen mensen naar het programma.
In 1999 stopte Van den Heuvel met het presenteren van Ook dat nog!. Latere presentatoren van het programma waren onder anderen Frits Spits en Sven Kockelmann. In 2004 beëindigde de KRO de productie van Ook dat nog!.
In 2024 werkte omroep KRO-NCRV aan een nieuw seizoen van het programma. De opnames van de proefaflevering vonden plaats in december 2024.

### Kopspijkers(1995-2005)

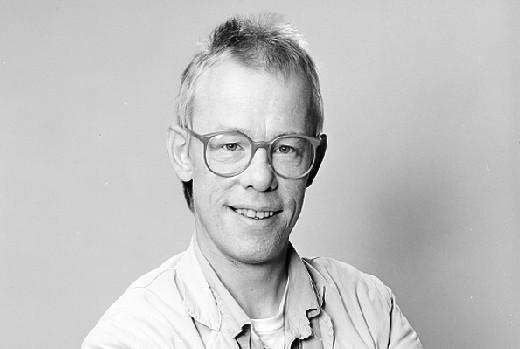
Jack Spijkerman was de presentator van het VARA-programma Kopspijkers.

Een van de populairste satirische programma's van begin 21ste eeuw was het programma Kopspijkers van de VARA. Het programma werd gepresenteerd door Jack Spijkerman, die eerder het radioprogramma Spijkers met koppen bij de VARA had gepresenteerd.
De programmaformule veranderde door de jaren heen. Aanvankelijk bestond het programma uit de rubriek Deze Week (In Deze Week) De Week Die Is Geweest en uit verschillende rapportages. Later werd de rubriek Deze Week... vervangen door een cabarettafel, waar Spijkerman bekende mensen te gast had die de afgelopen week in het nieuws waren. De personen werden geïmiteerd door een vaste groep cabaretiers. Het zou later uitgroeien tot het populairste onderdeel van het programma.
Na de millenniumwisseling steeg de populariteit van het programma. Populair in die jaren waren de imitaties van minister-president Jan Peter Balkenende en van politici van de populistische partij Lijst Pim Fortuyn. In 2002 won het programma de Gouden Televizier-Ring voor het beste programma. Op het hoogtepunt keken 3 miljoen mensen wekelijks naar Kopspijkers.
In 2005 stopte het programma abrupt, omdat de VARA boos op Spijkerman was, nadat hij bekend had gemaakt naar de commerciële zender Talpa/Tien over te stappen. De VARA besloot toen het programma van de buis te halen. Op Talpa/Tien werd het programma hervat, maar het werd vanwege lage kijkcijfers en slechte recensies na drie seizoenen gestaakt.

### Koefnoen(2004-2016)

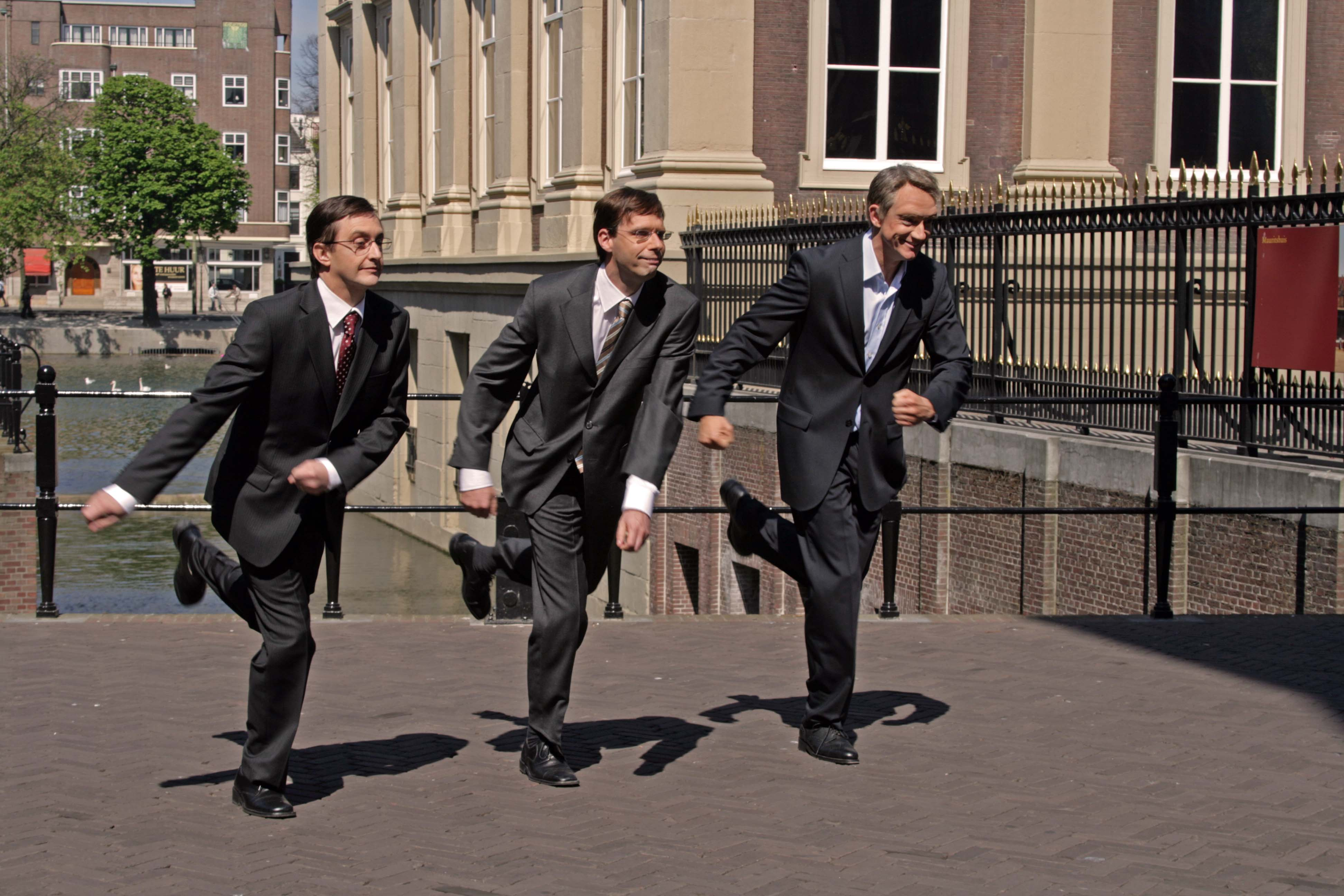
Opnames van Koefnoen uit 2007.

In 2004 begonnen Paul Groot en Owen Schumacher het programma Koefnoen, dat uitgezonden werd door de AVRO, later AVROTROS. Groot en Schumacher hadden eerder bij het programma Kopspijkers gewerkt, maar stapten in 2004 over van de VARA naar de AVRO.
In Koefnoen werd de actualiteit op de hak genomen door middel van sketches en korte filmpjes. In de sketches traden vaak typetjes op of werden bekende personen geïmiteerd. Ook werden er parodieën gemaakt op populaire televisieprogramma's, zoals het showprogramma RTL Boulevard, het praatprogramma De Wereld Draait Door en de realityserie Geer & Goor. Ook werd de politieserie Baantjer op de hak genomen.
In 2006 won Koefnoen de Zilveren Nipkowschijf. In 2016 kwam er een eind aan het programma, nadat omroep AVROTROS bekend had gemaakt het niet meer te willen uitzenden.

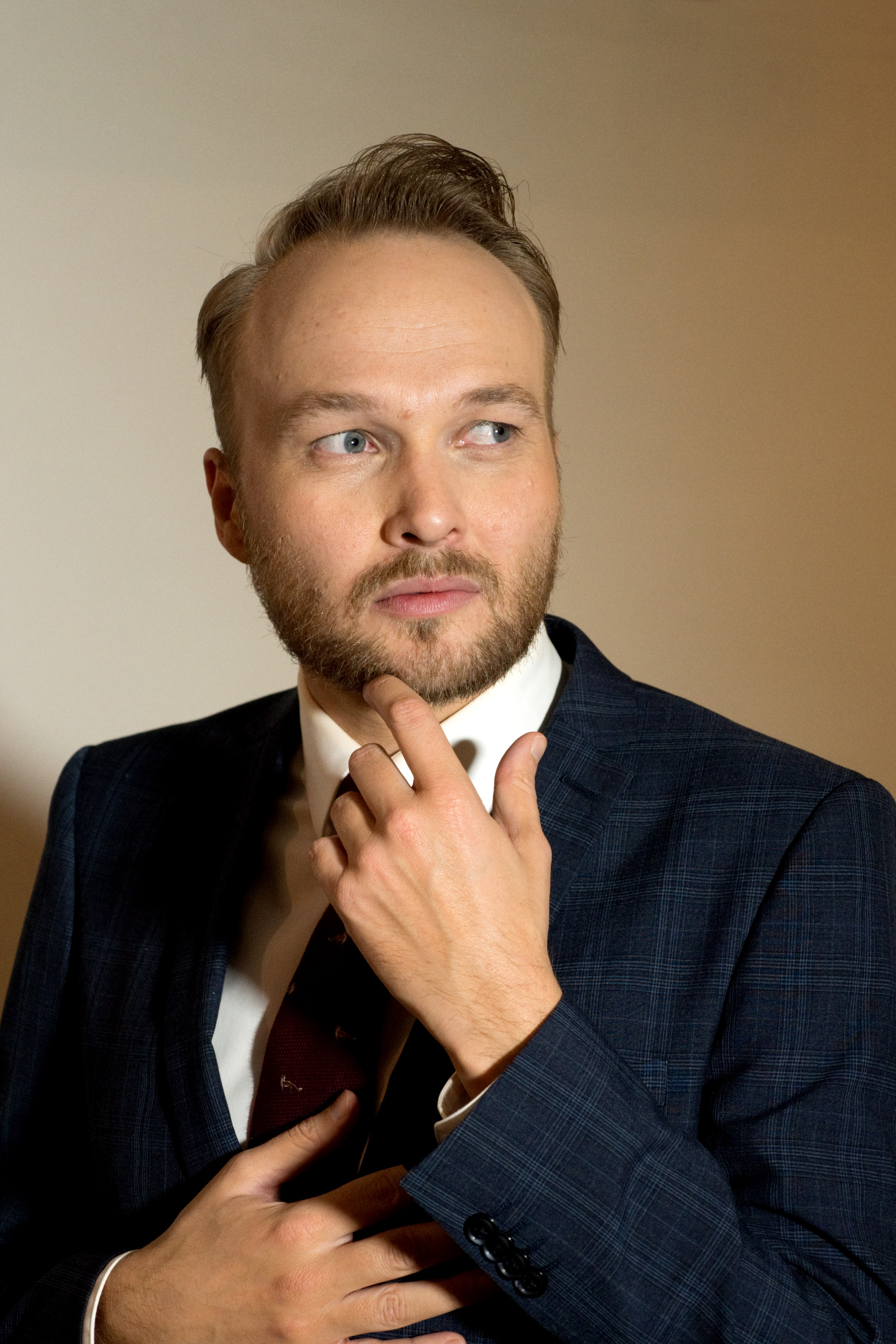
Arjen Lubach maakt sinds 2014 satirische televisieprogramma's (2016)

### Zondag met Lubach/Avondshow/Lubach(2014 tot heden)
Sinds 2014 maakt en presenteert Arjen Lubach meerdere satirische programma's, van 2014 tot 2024 voor de VPRO en sinds 2025 voor RTL. Van 2014 tot 2021 presenteerde Lubach zijn wekelijkse programma Zondag met Lubach. In 2017 werd het programma zeer populair na de video America First, The Netherlands Second, waarin Nederland zich zogenaamd liet voorstellen aan de toen nog nieuwe president van Amerika Donald Trump. De video werd een wereldwijde hit en veel buitenlandse satirische programma's maakten toen hun eigen versie op de video. Sindsdien werd Zondag met Lubach een populair programma. In 2017 won het programma de Gouden Televizier-Ring.
Na 2017 haalde het programma verschillende stunts uit. Zo werd naar aanleiding van de Tweede Kamerverkiezingen van 2017 de app Kamergotchi gelanceerd, een parodie op Tamagotchi, waarin spelers lijsttrekkers moesten verzorgen. In 2019 begon Zondag met Lubach de campagne #ikbengeentoprioriteit, naar aanleiding van het lerarentekort. De actie werd een groot succes.
In 2021 stopte Zondag met Lubach en werd in 2022 opgevolgd door De Avondshow met Arjen Lubach. Het was de eerste succesvolste latenighttalkshow op de Nederlandse televisie. Dagelijks behandelde Lubach de actualiteit van de dag, besprak hij één onderwerp centraal en ontving hij gasten in zijn show. Het programma werd populair en haalde elke aflevering gemiddeld een miljoen kijkers.
In november 2024 maakte Arjen Lubach bekend over te stappen van de publieke omroep VPRO naar de commerciële omroep RTL. Op 24 maart 2025 begon op RTL 4 zijn nieuwe dagelijkse show LUBACH.

### Even tot hier(2019 - heden)

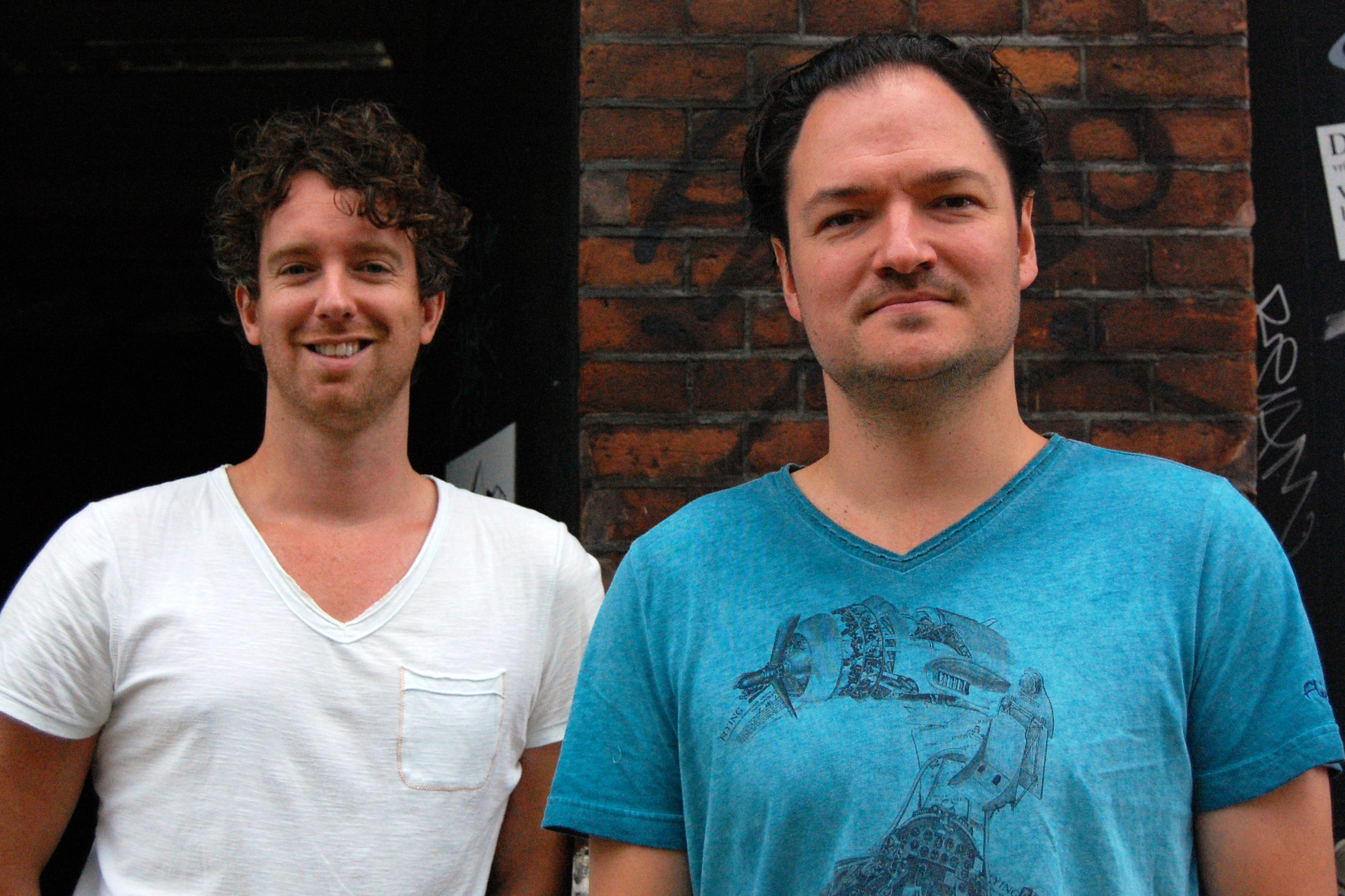
Niels van der Laan en Jeroen Woe maken sinds 2013 satirische programma's. (2016)

Sinds 2019 zendt BNNVARA het programma Even tot hier uit van het cabaretduo Van der Laan & Woe, bestaande uit Niels van der Laan en Jeroen Woe. In Even tot hier wordt de actualiteit van de afgelopen week behandeld door middel van muziek en parodieën op bestaande liedjes die worden gezongen door de oorspronkelijke artiesten. Daarnaast worden er in het programma mensen geholpen die slachtoffer zijn van een maatschappelijk probleem of van een incident. Zo werd een vrouw in november 2024 door het programma geholpen, nadat haar scootmobiel werd gestolen. Even tot hier schonk haar toen een nieuwe scootmobiel.
Niels van der Laan en Jeroen Woe begonnen met het maken van televisiesatire in 2013, toen ze meewerkten aan het VARA-programma De Kwis, gepresenteerd door Paul de Leeuw. Ook in De Kwis werd de actualiteit door muzikale parodieën behandeld, maar daarnaast moest de wekelijkse gast in het programma ook vragen beantwoorden die over het nieuws van die week ging. In 2018 stopte De Kwis, nadat Paul de Leeuw de overstap maakte van BNNVARA naar RTL en de overige makers Joep van Deudekom en Rob Urgert ook stopten met het programma. Niels van der Laan en Jeroen Woe besloten toen hun eigen televisieprogramma te maken.
De populariteit van Even tot hier groeide vooral tijdens de coronacrisis, toen het programma veel parodieën maakte rondom het virus. Dat deed het programma bijvoorbeeld aan de hand van een parodie op het nummer Flappie van Youp van 't Hek, dat werd omgevormd tot Wappie. Ook na de coronacrisis steeg de populariteit en kreeg Even tot hier veel positieve recensies. Zo kreeg het programma in mei 2024 veel lof, vanwege een parodie op het nummer Europapa van Joost Klein, naar aanleiding van zijn diskwalificatie op het Eurovisiesongfestival van dat jaar.
In 2022 won het programma de Gouden Televizier-Ring voor beste televisieprogramma en kreeg in 2023 de Ere Zilveren Nipkowschijf overhandigd.

## Soorten satirische programma's
Binnen de televisiesatire zijn er verschillende genres. Volgens de VPRO-documentaire 70 jaar televisiesatire en het MAX-programma TV Monument is televisiesatire in de volgende genres in te delen:

### Consumentensatire
Een van de vele genres binnen de televisiesatire is de consumentensatire. Daarbij worden problemen van consumenten op humoristische wijze behandeld. Dit gebeurt meestal aan de hand van sketches, waarin het probleem wordt nagespeeld. Het eerste satirische consumentenprogramma op de Nederlandse televisie was het programma Hoe bestaat het van de omroep VARA, dat van 1975 tot 1981 werd uitgezonden. In de jaren 90 was het programma Ook dat nog! van de KRO het populairste consumentenprogramma op de Nederlandse televisie. Van 2011 tot 2019 zond BNNVARA het programma Kanniewaarzijn uit, dat gepresenteerd werd door Astrid Joosten.

### Cabaretesk satire
De cabareteske satire is ook een populair genre binnen de televisiesatire. In dit genre worden de programma's gemaakt door mensen die actief zijn in het Nederlandse cabaret. In de programma's wordt het nieuws vaak door commentaren, sketches, parodieën en imitaties behandeld. Programma's die in dit genre zijn in te delen zijn Hadimassa, de programma's van Van Kooten en De Bie, Kopspijkers, Koefnoen en Even tot hier.

### Kindersatire

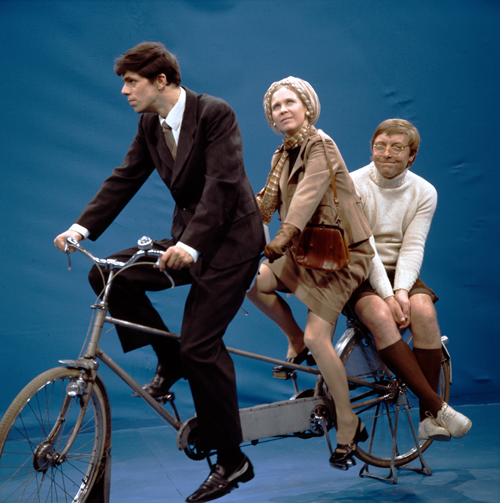
Joost Prinsen, Wieteke van Dort en Aart Staartjes in De Stratemakeropzeeshow. (1973)

In Nederland wordt er ook kindersatire gemaakt. In deze programma's kiezen de programmamakers de kant van het kind en worden kinderen serieus genomen, de volwassen mensen worden juist belachelijk gemaakt. De Stratemakeropzeeshow was het eerste programma op de Nederlandse televisie dat zich aan deze criteria hield. Het VARA-programma werd gemaakt door Aart Staartjes, Joost Prinsen en Wieteke van Dort. In het programma werden de volwassenen belachelijk gemaakt en werden er taboe onderwerpen behandeld, zoals poep en plas. Van 1985 tot 1989 zond de VPRO het programma Theo en Thea uit. In het programma, gemaakt door Arjan Ederveen en Tosca Niterink, werden ook onderwerpen behandeld waarvan men vond dat het niet geschikt was voor kinderen, zoals seks, prostitutie en drugs. Moderne kinderprogramma's waarin satire wordt bedreven zijn Vlogmania, waarin vloggers en influencers belachelijk worden gemaakt en Welkom Thuis, waarin het gezinsleven op de hak wordt genomen. Daarnaast wordt er in het educatieve programma Het Klokhuis ook sketches vertoond, waarin dingen op humoristische wijze bespot worden, zoals irritante reclames en klachtenbureaus.

### Nieuwssatire
Ook nieuwssatire is een vorm van satire, waarbij een nieuwsprogramma of actualiteitenrubriek als format wordt gebruikt. Zo presenteert Arjen Lubach het programma Zondag met Lubach als een nieuwsanker en parodiëren Henk Spaan en Harry Vermeegen in Verona nieuwsverslaggevers. Ook in de programma's Zo is het toevallig ook nog 's een keer, Keek op de Week en Koefnoen werd deze vorm van satire gebruikt.

### Knip-en-plak-filmpjes

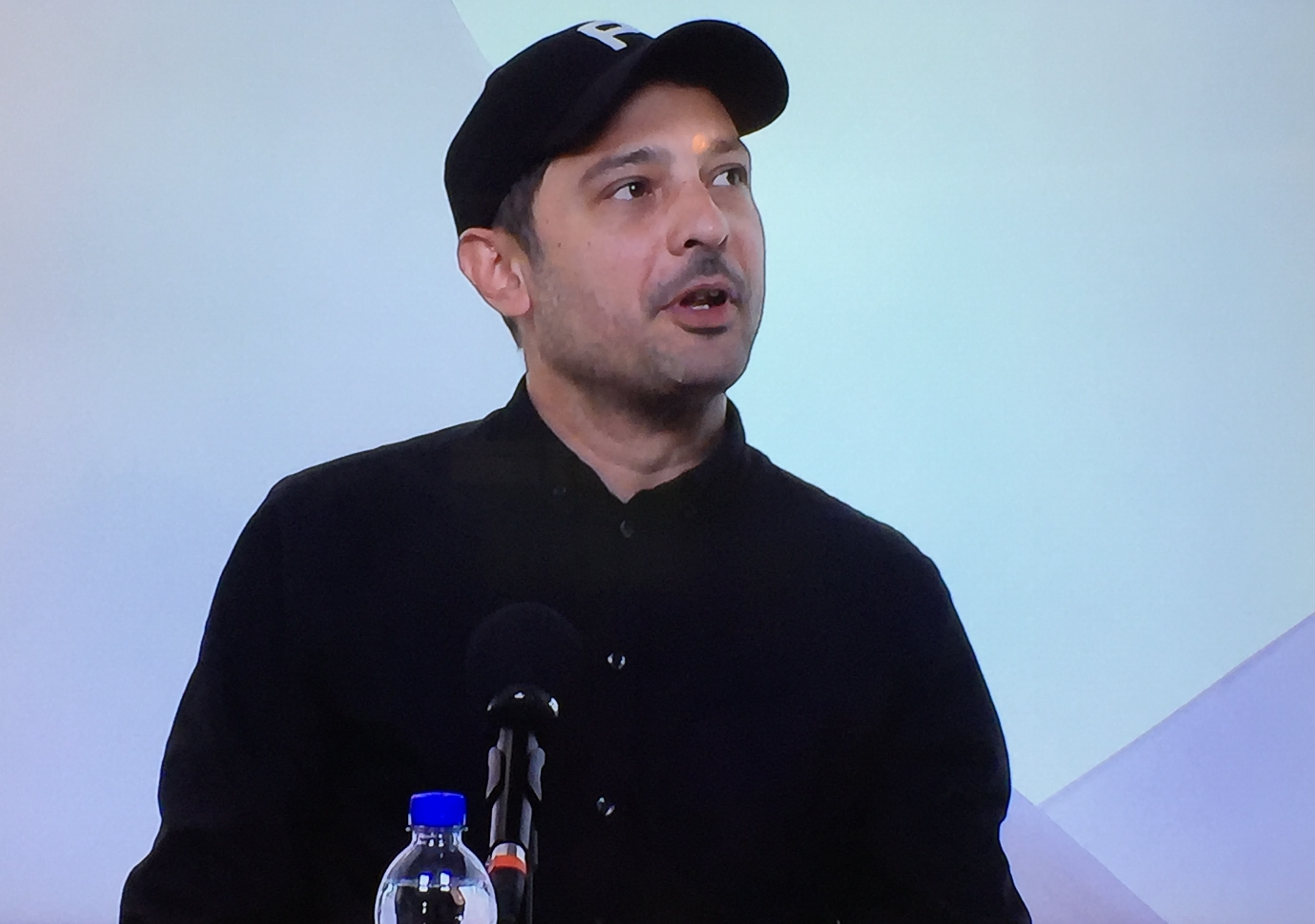
Sander van de Pavert, de bedenker en maker van LuckyTV. (2020)

Door de komst van het internet zijn ook korte komische filmpjes populair, waarin beelden van films, series of televisieprogramma's worden gemonteerd en ingesproken, waardoor de scène uit zijn context wordt gehaald. Vooral de filmpjes van LuckyTV en BlendTV zijn populair op het internet. Ook worden de filmpjes vertoond in talkshows. Zo werd LuckyTV een vaste rubriek in het BNNVARA-praatprogramma De Wereld Draait Door. Ondanks dat de gemonteerde filmpjes door internet populair zijn, werden er voorheen ook al bewerkte filmpjes uitgezonden op de Nederlandse televisie. In Koefnoen gebruikte Arjen Lubach beelden uit televisieprogramma's voor een wekelijkse rap. In het programma Wegtrekkers & Animal Crackers, van komiek André van Duin, werden ook beelden opnieuw gemonteerd en uit hun context gehaald. Bekende filmpjes waren Van Duins imitaties van oud-premier Ruud Lubbers en zijn ingesproken filmpjes van dieren in een dierentuin. Ook in het NCRV-programma Wat een wereld uit 1959 werden ook bewerkte beelden vertoond, wat in die tijd uniek was.

### Sport
Sinds de 21ste eeuw zijn ook satirische programma's populair waarin sport bespot wordt. Van 2000 tot 2003 zond de VARA het programma Studio Spaan uit, gepresenteerd door Henk Spaan, die eerder ook Pisa voor de VARA maakte. Samen met Diederik van Vleuten en Erik van Muiswinkel namen ze het voetbal op de hak, door middel van imitaties die door Van Vleuten en Van Muiswinkel uitgevoerd werden. Het programma Makkelijk Scoren is het recentste voorbeeld van satire over sport. In het VPRO-programma nemen Tex de Wit, Diederik Smit en Jonathan van het Reve (beiden werkzaam als tekstschrijver voor Zondag met Lubach en De Avondshow) het sportnieuws van de week door. Ook worden er in het programma sporters, sportcoaches en sporten op de hak genomen. Het programma begon in 2019 en stopte in 2020. In 2024 keerde het programma terug tijdens het EK Voetbal van dat jaar.

### Fictie
Anno 2025 is ook fictieve satire steeds populairder geworden. Bij fictieve satire wordt er vaak de spot bedreven, door middel van een film of televisieserie. Het oudste voorbeeld van fictieve satire is de VPRO-serie We zijn weer thuis van Wim T. Schippers, waarin de spot werd gedreven met comedyseries. Arjan Ederveen nam in zijn programma 30 minuten het genre documentaire op de hak, door het maken van een mockumentary. Een voorbeeld hiervan is de aflevering Geboren in een verkeerd lichaam (1995), dat gaat over een Groningse boer die zich niet thuis voelt in zijn lichaam en erachter komt dat hij zich meer een Zaïrees voelt. Er zijn ook moderne voorbeelden te noemen van fictieve satire, waarvan het bekendste voorbeeld De Luizenmoeder is. In deze serie werden Nederlandse basisscholen bespot, maar werden ook tegelijkertijd maatschappelijke thema's op de hak genomen. De serie werd zeer populair en trok miljoenen kijkers, op het hoogtepunt 5 miljoen. De jaren erna werden de series CAST en Koningshuis the Musical gemaakt. De serie CAST gaat over een castingbureau dat een nieuwe start wil maken na het ontslag van de directeur, die moest opstappen vanwege grensoverschrijdend gedrag, en enorm worstelt met de moderne tijd en het verlangen naar diversiteit. In Koningshuis the Musical wordt de spot bedreven met het Nederlandse koninklijk huis en tegelijkertijd met het genre musical.

### Latenighttalkshow
Sinds de jaren 2000 zijn er veel programma's geweest die de latenighttalkshow als format hadden. In het verleden werden er al latenighttalkshows uitgezonden, maar dit zonder resultaat. Van 2007 tot 2008 werd De Nieuwste Show uitgezonden, een coproductie van BNN en NPS. Dit programma werd uiteindelijk een flop en keerde later niet meer terug. In 2011 zond de Nederlandstalige Comedy Central de Nederlandse versie uit van The Daily Show, dat gepresenteerd werd door Jan Jaap van der Wal. Ook dit programma werd geen succes en kreeg geen tweede seizoen. Op dit moment slaagde alleen Arjen Lubach erin om een Nederlandse latenighttalkshow op televisie te brengen, van 2014 tot 2021 met de wekelijkse show Zondag met Lubach en sinds 2022 met zijn dagelijkse shows De Avondshow en LUBACH.

## Controverse en ophef

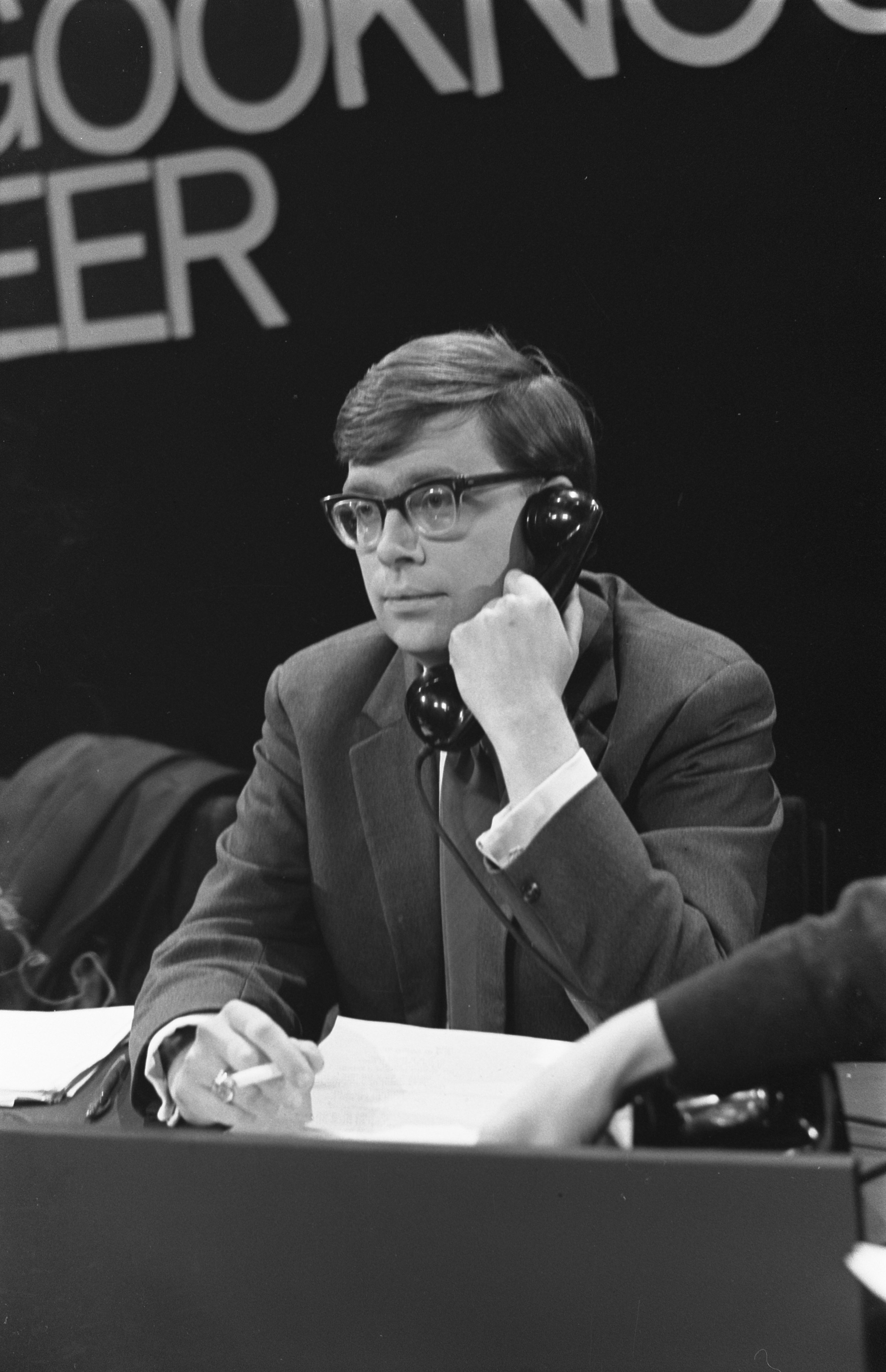
Acteur Peter Lohr in Zo is het. (1963)

### Poep en pies

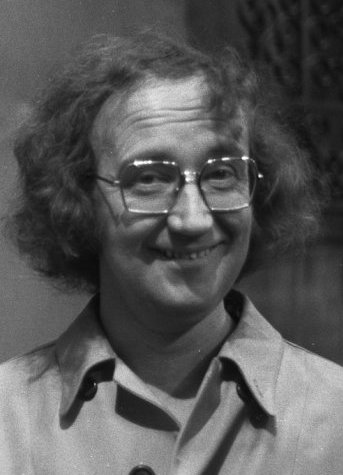
Acteur IJf Blokker als Barend Servet in het programma Barend Is Weer Bezig!. (1972)

### Egoland

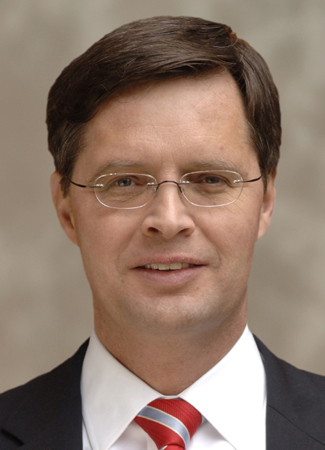
Premier Balkenende sprak zich in 2003 uit tegen satire op het koningshuis. (2007)